# Aegithalos caudatus
El carbonero de cola larga (Aegithalos caudatus (Linnaeus, 1758)),  también llamado hada de las nieves es una especie de ave paseriforme de la familia Aegithalidae que se distribuye en los bosques y sotos de gran parte de la Eurasia paleártica. Se caracteriza por su cola, más larga que el resto del cuerpo.

## Etimología
Aegithalos es el nombre que daban los griegos antiguos a las aves pequeñas del grupo de los parus, como el Carbonero común (Pparus major) y el Herrerillo (cyanistes caeruleus). Caudatus proviene del latín cauda que significa cola.

## Descripción
Su aspecto es de forma redondeada con un tamaño que viene a ser de unos 12-14 cm de longitud de los que más de la mitad, unos 7-9 cm, corresponden a su larga cola. Las alas son cortas y redondeadas. Su envergadura puede alcanzar los 19 cm y su peso los 10 gramos.
Su plumaje combina tonos de gris, marrón, blanco y negro.  El dorso es parduzco y el vientre rosáceo pálido. La cabeza es blanca con listas negras y blancas a los lados del píleo. La cola, las alas y las patas son negras.
No existe dimorfismo sexual en esta especie.

## Comportamiento
Es un ave activa y sociable que a menudo se desplaza en grupos ruidosos, a veces uniéndose en bandos mixtos con otras aves forestales pequeñas. Son muy ágiles y trepan fácilmente por las ramas en busca de insectos.

### Voz
No tiene canto como tal. Reclama casi constantemente, sobre todo cuando en otoño e invierno se desplaza en grupos familiares. Suele producir chasqueos y un seseo seco y repetido (tsi-tsi-tsi-tsiii), que remata con un reclamo brusco (tssrrrarp).

### Alimentación

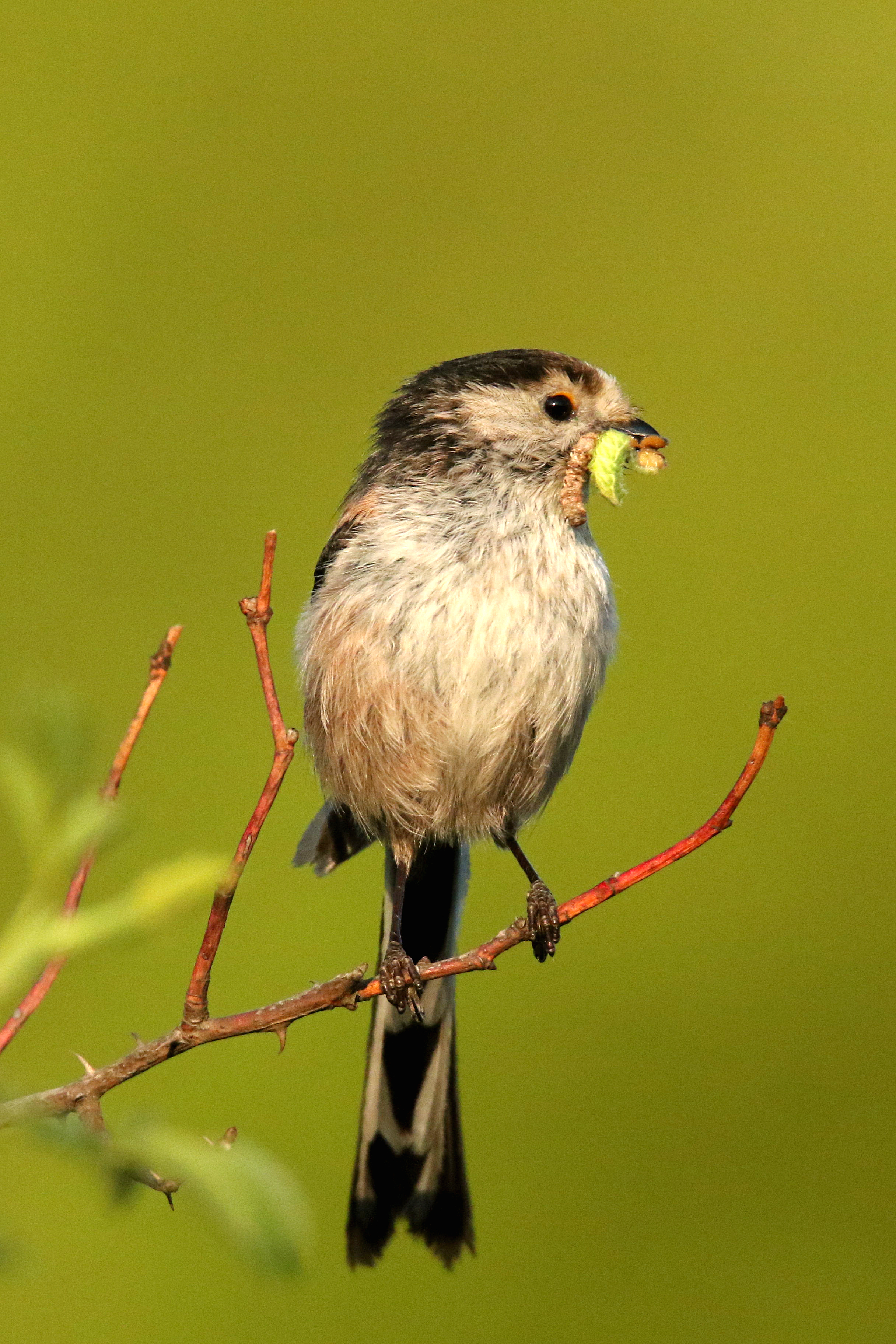
Alimentación con orugas

Es fundamentalmente insectívoro. También se alimenta de arácnidos y semillas de diversa índole, que busca entre la vegetación y en ramas bajas de árboles y arbustos.

### Reproducción
Normalmente cría una vez al año, aunque ocasionalmente puede realizar dos puestas. El nido, muy elaborado, es cerrado y de forma alargada, de unos 20 centímetros de largo y 10-15 de ancho. Presenta un pequeño orificio en el tercio superior. Está fabricado con pelos de mamíferos, telarañas, musgos y líquenes y el interior tapizado con plumas. De marzo a mayo, las hembras ponen entre 7 y 12 huevos, blancos y a veces con pintas rojizas, que incuban fundamentalmente las hembras. Los huevos eclosionan a los 13 o 14 días. Ambos progenitores se ocupan de la alimentación de las crías. A las dos semanas, éstas ya pueden empezar a volar aunque se mantienen cerca de sus padres, que las alimentan.

## Distribución geográfica y hábitat
El mito común es una especie politípica de distribución paleártica. Está ampliamente extendido desde la Península Ibérica hasta Asia, aunque falta en el extremo septentrional de Escandinavia, el norte de África y Cerdeña En España está presente en casi toda la península ibérica aunque es menos frecuente en los valles del Ebro y del Duero, La Mancha y otras zonas con climas muy secos y con escasa vegetación arbórea. En Baleares es un sedentario escaso y falta en el archipiélago canario, Ceuta y Melilla.
El mito se desenvuelve en altitudes siempre inferiores a los 1700 metros. Requiere ambientes arbolados, con relativa preferencia por los bosquetes caducifolios de robles, pero también cría en pinares, y en invierno en las formaciones forestales de encinas y alcornoques. Frecuentemente se le ve en ambientes urbanos con parques y jardines.

## Subespecies
En la España europea existen dos subespecies:
- A. caudatus taiti (al norte y Mallorca).
- A. caudatus irbii (centro y sur)

Por lo demás, las subespecies reconocidas son:
- A. caudatus caudatus (Linnaeus, 1758) - Escandinavia y Rusia no árticas;
- A. caudatus rosaceus Mathews, 1938 - endémico de Gran Bretaña;
- A. caudatus europaeus (Hermann, 1804) - desde Francia nororiental y Alemania hasta Turquía;
- A. caudatus aremoricus Whistler, 1929 - Francia occidental;
- A. caudatus taiti Ingram, 1913 - norte de España y de Portugal, y la Francia meridional;
- A. caudatus irbii (Sharpe & Dresser, 1871) - sur de España y de Portugal, y Córcega;
- A. caudatus italiae Jourdain, 1910 - presente en Italia central y meridional y en Eslovenia;
- A. caudatus siculus (Whitaker, 1901) - endémica de Sicilia;
- A. caudatus macedonicus (Dresser, 1892) - en Albania, Grecia, Bulgaria y Turquía europea;
- A. caudatus tephronotus (Gunther, 1865) - desde Grecia y Turquía hasta Siria e Irak septentrional;
- A. caudatus tauricus (Menzbier, 1903) - endémica de la Península de Crimea;
- A. caudatus major (Radde, 1884) - Turquía y el Cáucaso;
- A. caudatus alpinus (Hablizl, 1783) - presente en Azerbaiyán, Irán y Turkmenistán;
- A. caudatus passekii (Zarudny, 1904) - Turquía sudoriental e Irán sudoccidental;
- A. caudatus trivirgatus (Temminck & Schlegel, 1848) - endémica de Japón;
- A. caudatus kiusiuensis Kuroda, 1923 - endémica del Japón meridional;
- A. caudatus magnus (Clark, 1907) - presente en Corea y las islas Tsushima;

## Galería

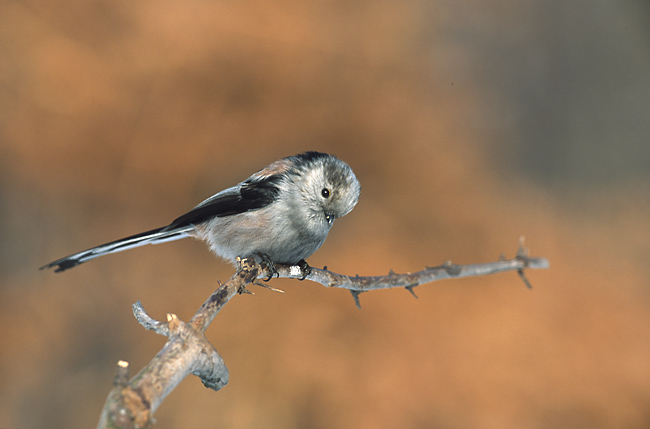
Aegithalos caudatus
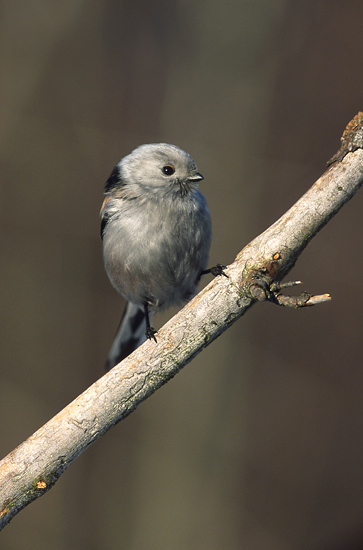
Aegithalos caudatus
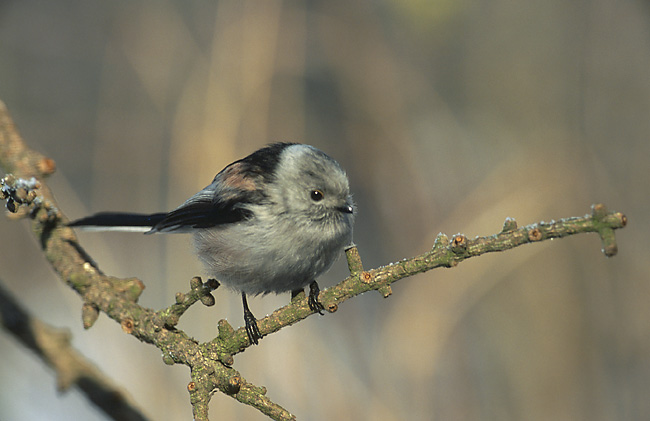
Aegithalos caudatus
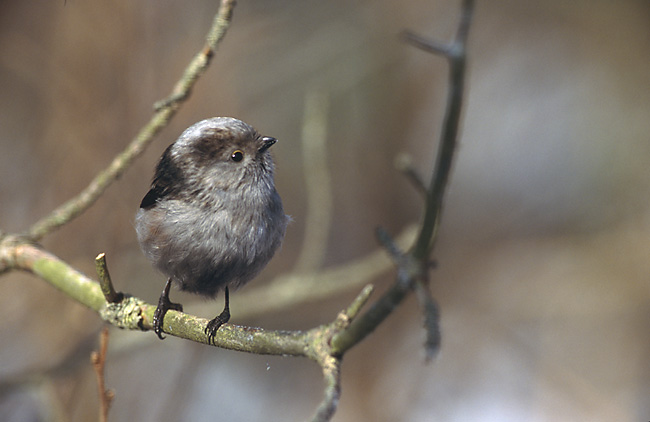
Aegithalos caudatus
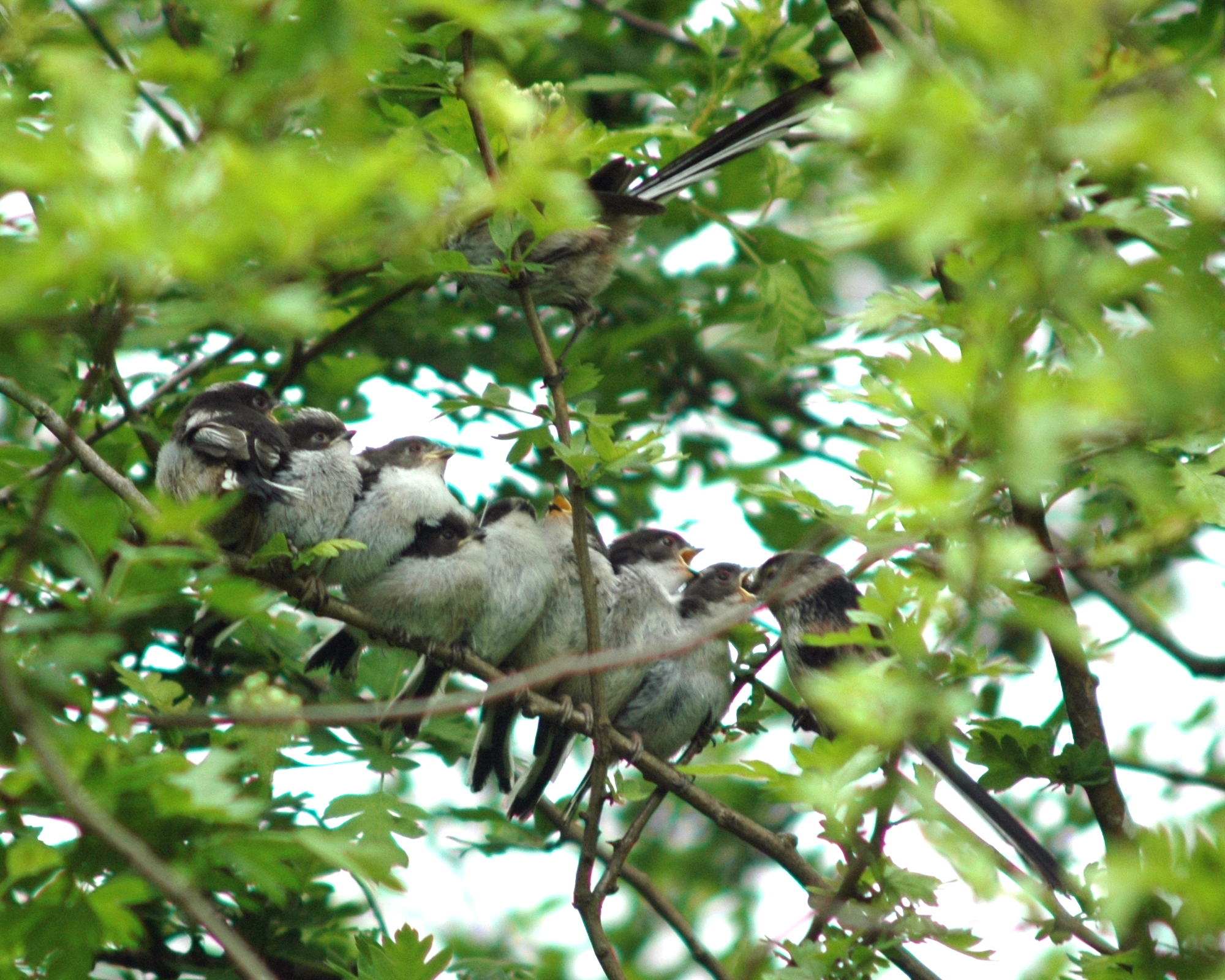
Familia de subespecie A. caudatus rosacaeus de las islas británicas
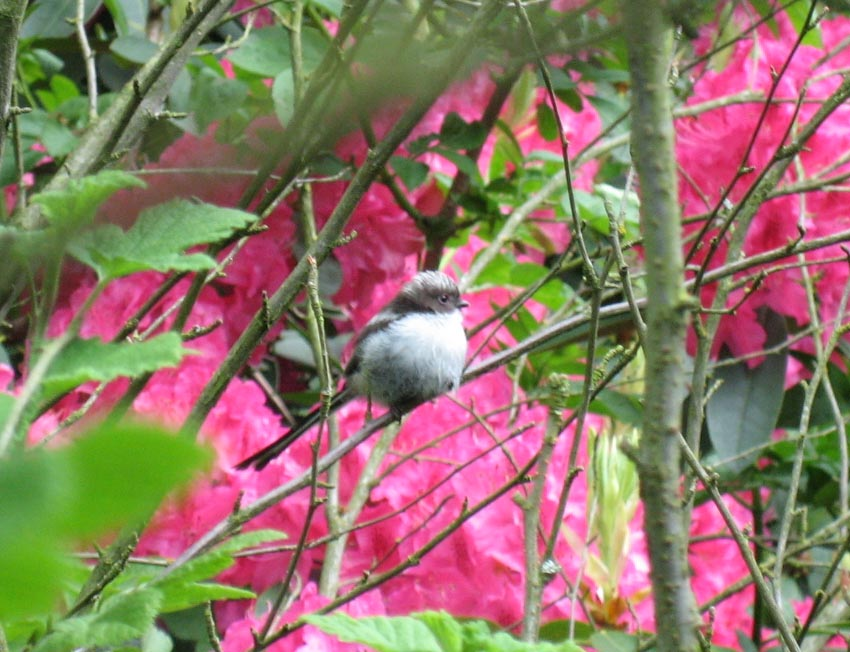
Mito juvenil
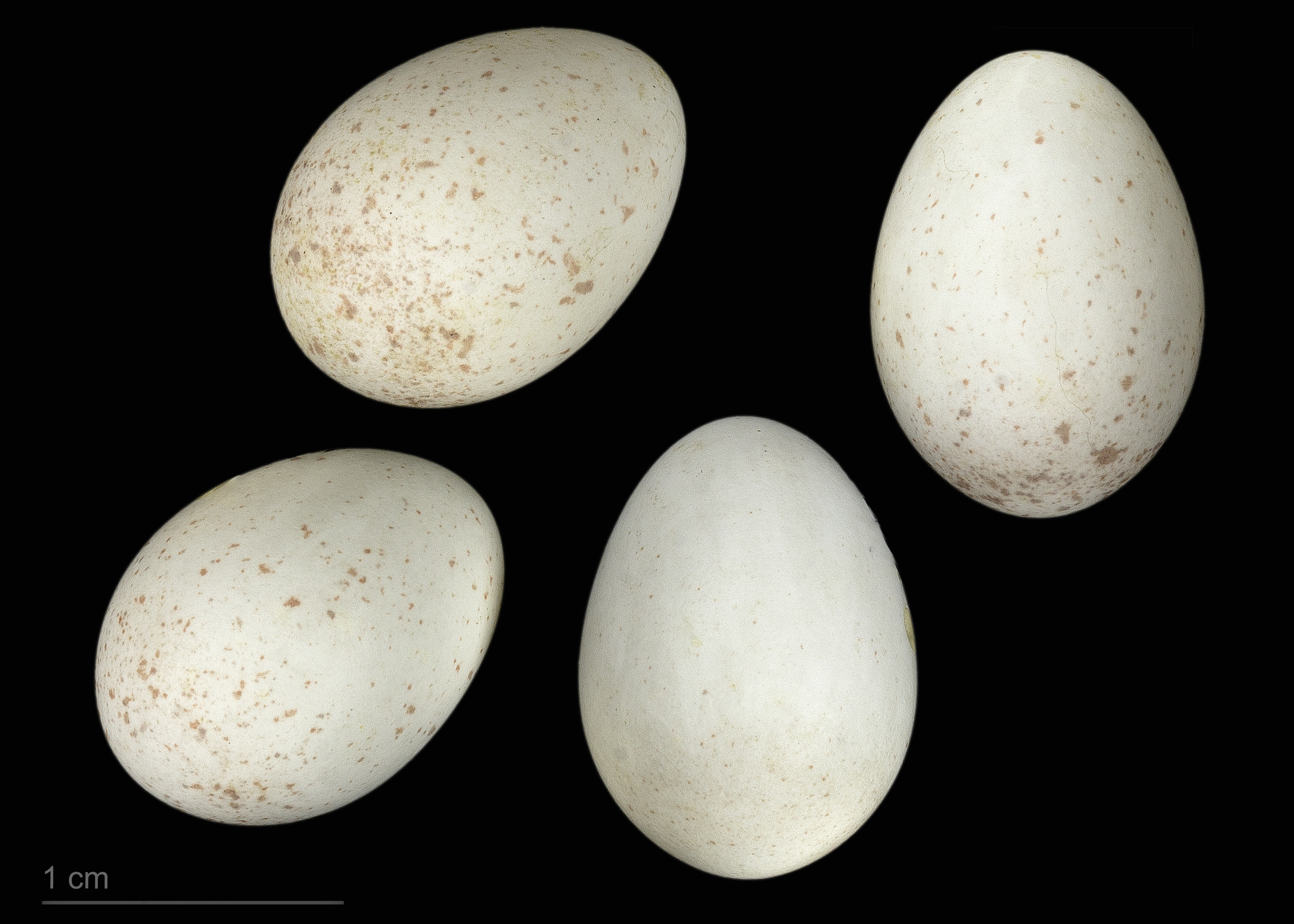
Aegithalos caudatus  - MHNT